# Aurelius
Aurelius vagy Karthágói Szent Aurél (4–5. század) ókeresztény író.
Karthágó püspöke volt kb. 391-től, számos egyházi szinódust vezetett és támogatta Hippói Szent Ágostont a donatizmus elleni küzdelemben. Szent Ágoston mélyen tisztelte Aureliust és több neki írt levele is fent maradt. Támogatta Ágostont egy szerzetesi közösség létrehozásában és új tagok toborzásában valamint papi képzésében. Így gyakorlatilag egyféle kora keresztény papneveldét sikerült létrehozniuk.  Ókori források több önálló munkáját is említik, ezek közül egy sem maradt fenn egyetlen levelet kivéve, amely Caelestius és Pelagius elítéléséről szól (419). Relikviái elszállították a németországi Hirsau-i apátságba.